# Instrumento de cuerda
Los instrumentos de cuerda o cordófonos son instrumentos musicales que producen sonidos por medio de las vibraciones de una o más cuerdas, usualmente amplificadas por medio de una caja de resonancia. Estas cuerdas están tensadas entre 2 puntos del instrumento y se hacen sonar pulsando, frotando o percutiendo la cuerda.

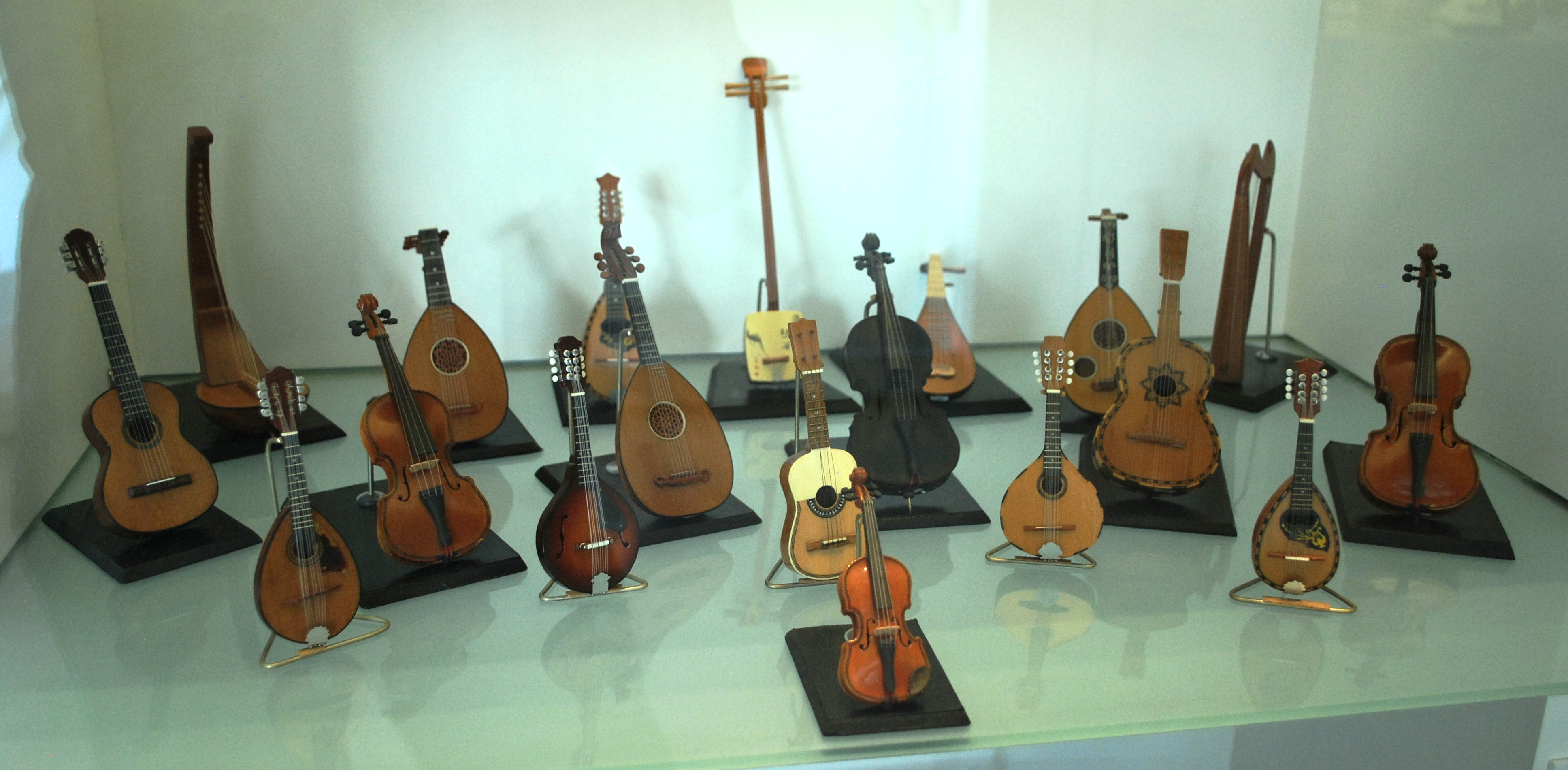
Instrumentos musicales de cuerda en el Museo de Arte Popular de la Ciudad de México

En la orquesta clásica, se llama cuerdas al conjunto de instrumentos de cuerda frotada formado por los grupos de violines (normalmente divididos en violines primeros y segundos), violas, violonchelos y contrabajos. Lo mismo sucede con la orquesta de cuerdas, que está conformada por los mismos instrumentos. De forma similar se habla de un trío, cuarteto o quinteto de cuerdas, cuando se trata de agrupaciones de violín, viola y violonchelo.
En la mayoría de los instrumentos de cuerda, las vibraciones se transmiten al cuerpo del instrumento, que suele incorporar algún tipo de zona hueca o cerrada. El cuerpo del instrumento también vibra, junto con el aire de su interior. La vibración del cuerpo del instrumento y el hueco o cámara cerrada hacen que la vibración de la cuerda sea más audible para el intérprete y el público. El cuerpo de la mayoría de los instrumentos de cuerda es hueco. Sin embargo, algunos -como la guitarra eléctrica y otros instrumentos que dependen de la amplificación electrónica- pueden tener un cuerpo de madera maciza.

## Primeros instrumentos de cuerda
Una pintura rupestre de la cueva de Trois Frères, en Francia, que data de alrededor de 13.000 años antes de Cristo, representa lo que algunos creen que es un arco musical, un arco de caza utilizado como instrumento musical de una sola cuerda. A partir del arco musical, se desarrollaron familias de instrumentos de cuerda; dado que cada cuerda tocaba una sola nota, al añadir cuerdas se añadían nuevas notas, creando arpa de arco, arpas y liras. A su vez, esto llevó a poder tocar díadas y acordes. Otra innovación se produjo cuando se enderezó el arpa de arco y se utilizó un puente para levantar las cuerdas del cuello de palo, creando el laúd.
Esta imagen de arco musical a arco de arpa es teoría y ha sido discutida. En 1965 Franz Jahnel escribió su crítica afirmando que actualmente no se conocen los primeros ancestros de los instrumentos de púa. Consideró que el arco arpa estaba muy lejos de la sofisticación de las civilizaciones de Asia occidental en el año 4000 a. C. que tomaron la tecnología primitiva y crearon "arpas, liras, cítaras y laúdes técnica y artísticamente bien hechos"."
Las excavaciones arqueológicas han identificado algunos de los primeros instrumentos de cuerda en yacimientos de la Antigua Mesopotamia, como las liras de Ur, que incluyen artefactos de más de tres mil años de antigüedad. El desarrollo de los instrumentos de lira requirió la tecnología para crear un mecanismo de afinación para tensar y aflojar la tensión de las cuerdas. Las liras con cuerpo de madera y cuerdas utilizadas para puntear o tocar con un arco representan instrumentos clave que apuntan hacia posteriores arpas e instrumentos de tipo violín; además, se han descubierto instrumentos indios del 500 a. C. con entre 7 y 21 cuerdas.

## División de instrumentos de cuerdas
El sistema de clasificación de instrumentos musicales Hornbostel-Sachs divide los cordófonos en dos grupos principales: instrumentos sin resonador como parte integrante del instrumento (que tienen el número de clasificación 31, también conocido como simple); e instrumentos con dicho resonador (que tienen el número de clasificación 32, también conocido como compuesto). La mayoría de los instrumentos occidentales entran en el segundo grupo, pero el piano y el clavicordio entran en el primero. El criterio de Hornbostel y Sachs para determinar en qué subgrupo se encuentra un instrumento es que si el resonador se puede quitar sin destruir el instrumento, entonces se clasifica como 31. La idea de que la caja del piano, que hace las veces de resonador, pueda retirarse sin destruir el instrumento puede parecer extraña, pero si se sacan la acción y las cuerdas del piano de su caja, éste puede seguir tocándose. Esto no ocurre con el violín, porque la cuerda pasa por un puente situado en la caja del resonador, por lo que quitar el resonador significaría que las cuerdas no tendrían tensión.

### Instrumentos de cuerdas frotadas
Pertenecen al grupo instrumentos de cuerdas frotadas aquellos cuyo sonido se obtiene a través de un arco (generalmente con el arco hecho de madera, que es la zona de sujeción,  y un conjunto de cerdas de crin tensadas debido a que se sujetan a los dos extremos del arco y con las que se frotan las cuerdas), aunque también existe una técnica de «pellizcar» la cuerda, llamada pizzicato.
Ejemplos de instrumentos de cuerdas frotadas transversales a lo redondo: 

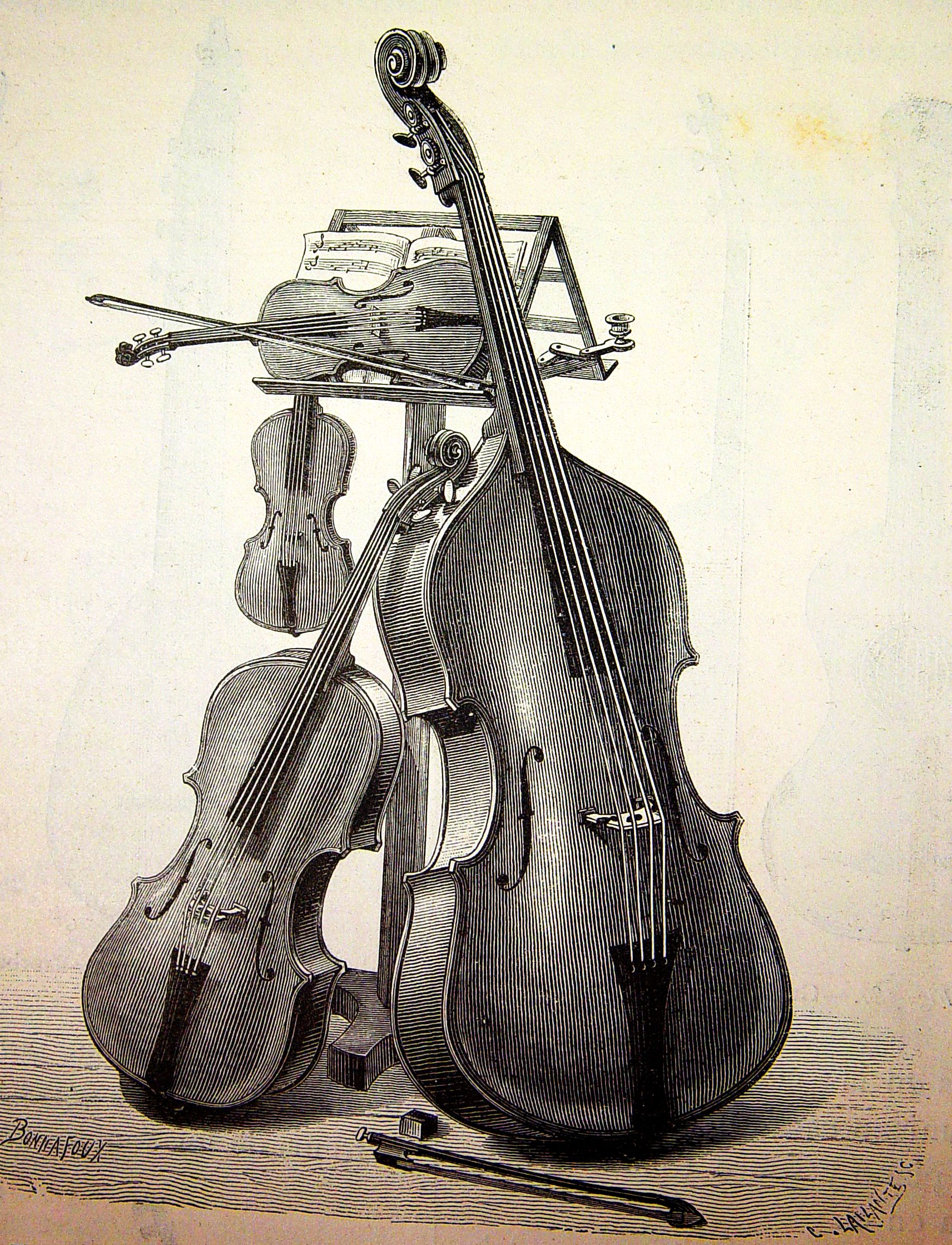
Violín (colgando del tripié), Viola (sobre el tripié con partituras), Violonchelo (izquierda) y contrabajo (derecha).

1. Violín (colgando del tripié), Viola (sobre el tripié con partituras), Violonchelo (izquierda) y contrabajo (derecha).Sin trastes: violín, viola, violonchelo, contrabajo y octabajo. Incluye a la familia del violín eléctrico, viola eléctrica, violonchelo eléctrico y contrabajo eléctrico.
2. Con trastes: viola da gamba, arpeggione (instrumento derivado de la anterior) y zanfoña (la zanfoña no es un instrumento de arco, pues aunque en ella las cuerdas se hacen sonar por frotamiento, este no se realiza con un arco, sino con una rueda).

### Instrumentos de cuerda pulsada
Los instrumentos de cuerda pulsada, pinzada o punteada son aquellos instrumentos de cuerda en los que la cuerda vibra tras ser pulsada o punteada por los dedos, produciendo el sonido. Además de los dedos, también se puede utilizar un plectro.
Ejemplos de instrumentos de cuerdas pulsadas o pinzadas: 
- Sin mástil y sin teclado: arpa, lira y cítara.
- Sin mástil pero con teclado: clavecín, espineta   y virginal.
- Con mástil y sin trastes: laúd árabe, guitarra de tres puentes, guitarrón mexicano, bajo sin trastes, tololoche, kora y shamisen.

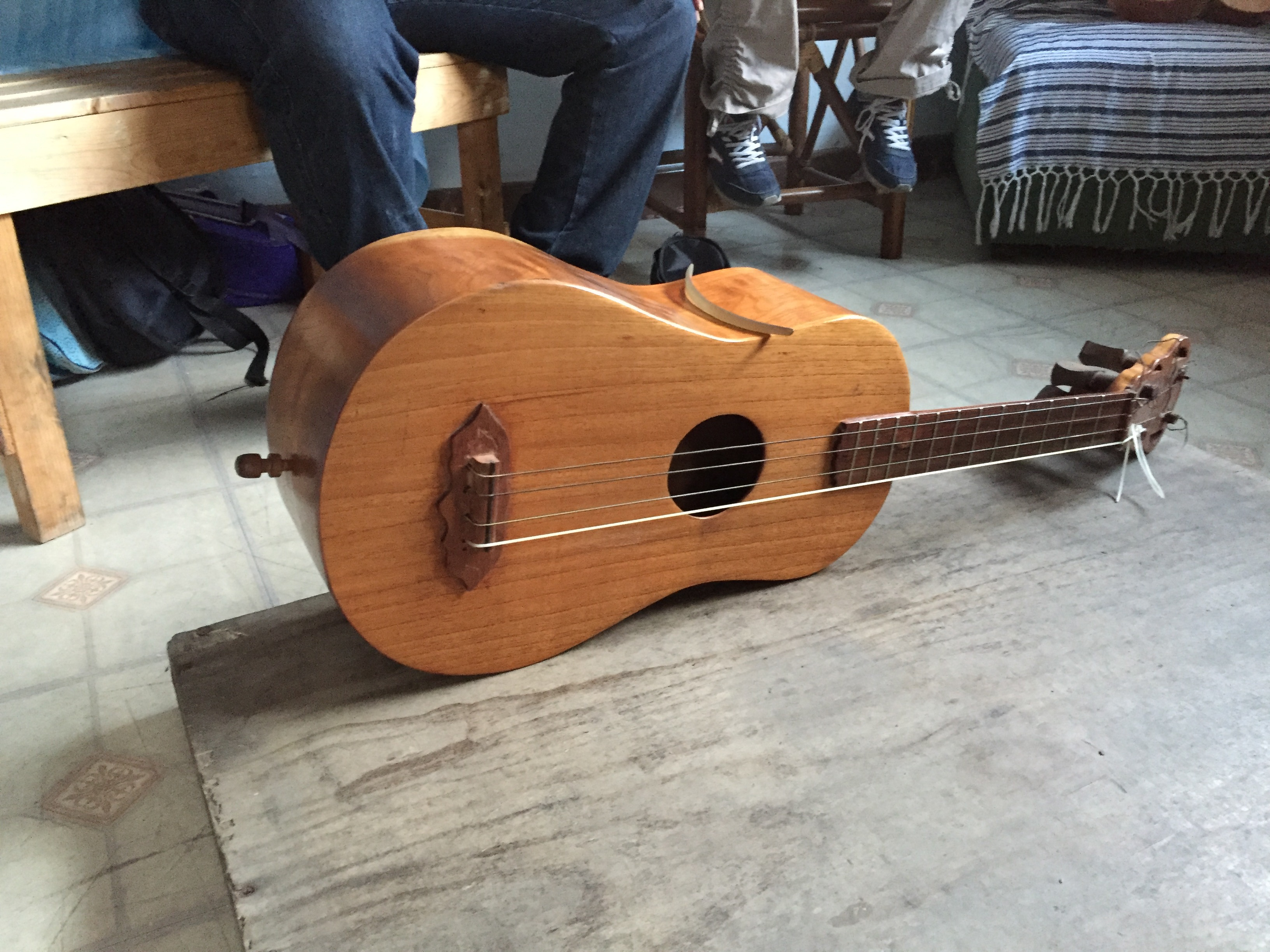
Leona.

- Leona.Con mástil y con trastes: guitarra acústica, guitarra electro-acústica, guitarra española, guitarra eléctrica, steel guitar, banjo, mandolina, bandolina, bandolín tachirense, bandurria, laúd, sitar, bajo acústico, bajo eléctrico, cuatro, guitarrón chileno, charango, ukelele, tiple, timple, jarana jarocha, docerola, guitarra portuguesa, requinto, leona, requinto jarocho, tololoche, bajo quinto, bajo sexto.

### Instrumentos de cuerdas percutidas
Los instrumentos de cuerdas percutidas son de cuerdas que se golpean o percuten (generalmente con unos pequeños macillos). 
Pueden ser de una caja para obtener amplitud de sonido, o sin ésta, como el címbalo con mazos o el kayagum. 
Ejemplos de instrumentos de cuerdas percutidas
- Con resonador: quijongo
- Sin teclado: salterio, címbalo húngaro y dulcimer.
- Con teclado: clavicordio, fortepiano y piano.

## Del Renacimiento a la modernidad

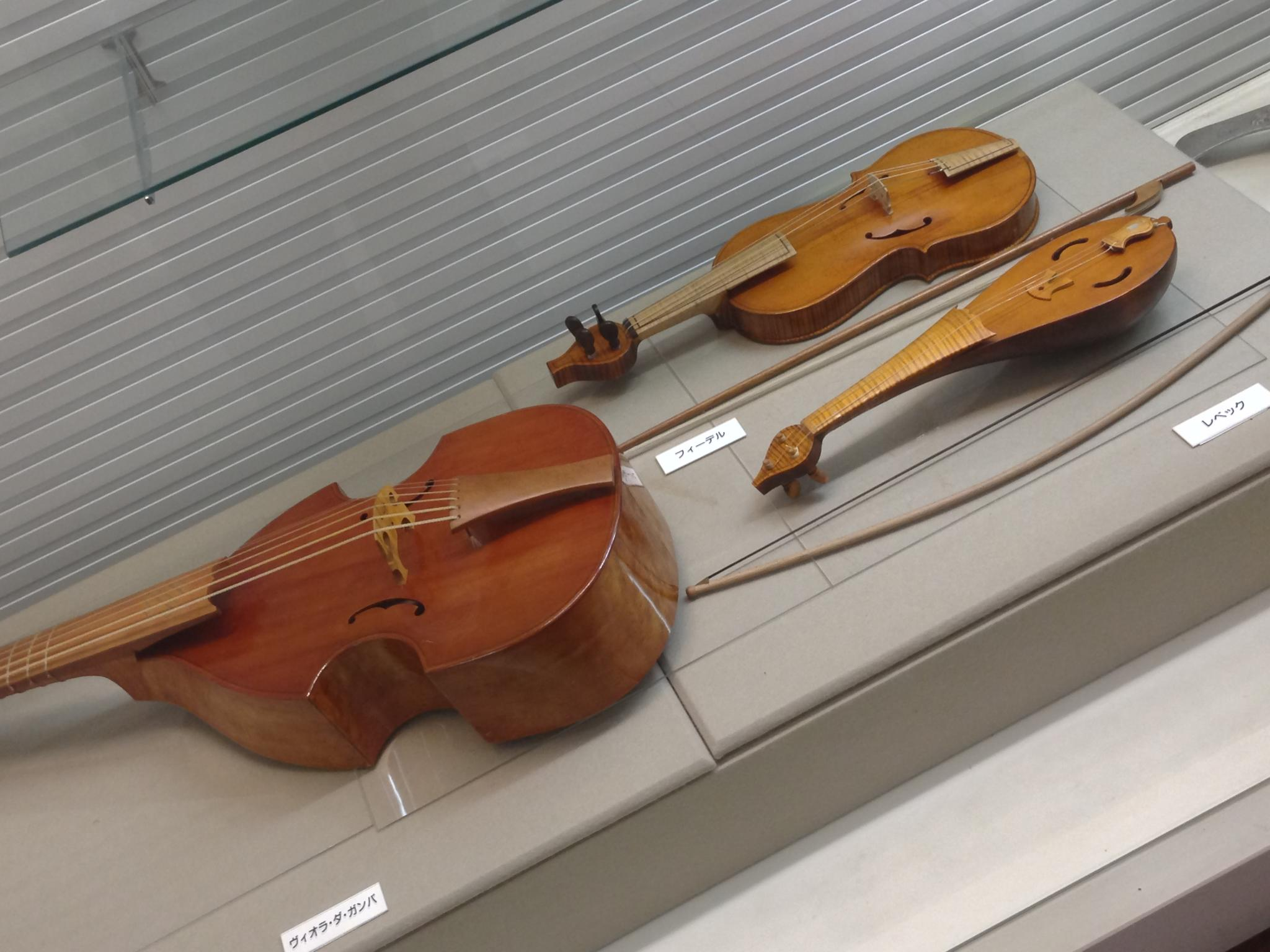
Viol, fidel y rebec (de izquierda a derecha) expuestos en el Amakusa Korejiyokan en Amakusa, Kumamoto, Japón

El diseño de los instrumentos de cuerda se perfeccionó durante el Renacimiento y en el período barroco (1600-1750) de la historia de la música. Los violines y las guitarras se volvieron más consistentes en cuanto a su diseño y eran más o menos similares a las guitarras acústicas de la década de 2000. Los violines del Renacimiento presentaban un intrincado trabajo de madera y encordado, mientras que se producían instrumentos de bajo más elaborados, como la bandora, junto con las cittern acolchadas y las guitarras de cuerpo español.
En el siglo XIX, los instrumentos de cuerda se hicieron más accesibles gracias a la producción en masa, y los instrumentos de cuerda de madera se convirtieron en una parte fundamental de las orquestas: los violonchelos, las violas y los bajos verticales, por ejemplo, eran ahora instrumentos estándar para los conjuntos de cámara y las orquestas más pequeñas. Al mismo tiempo, la guitarra del siglo XIX se asoció más con los modelos de seis cuerdas, en lugar de las versiones tradicionales de cinco cuerdas.
Los principales cambios en los instrumentos de cuerda en el siglo XX tuvieron que ver principalmente con las innovaciones en la amplificación electrónica de instrumentos y la música electrónica; los violines eléctricos estaban disponibles en la década de 1920 y fueron una parte importante de las tendencias musicales emergentes del jazz en Estados Unidos. La guitarra acústica fue ampliamente utilizada en el blues y el jazz, pero como instrumento acústico, no tenía el volumen suficiente para ser un instrumento solista, por lo que estos géneros la utilizaban principalmente como sección rítmica de acompañamiento. En las big band de los años 20, la guitarra acústica tocaba los acordes de acompañamiento, pero no tenía el volumen suficiente para tocar solos como el saxofón y la trompeta. El desarrollo de los amplificadores de guitarra, que contenían un amplificador de potencia y un altavoz en una caja, permitió a los guitarristas de jazz tocar solos y hacerse oír por encima de una gran banda. El desarrollo de la guitarra eléctrica proporcionó a los guitarristas un instrumento construido para conectarse a los amplificadores de guitarra. Las guitarras eléctricas tienen pastillas magnéticas, pomo de control de volumen y una toma de salida.
En la década de 1960, se desarrollaron amplificadores de guitarra más grandes y potentes, llamados "stacks". Estos potentes amplificadores permitieron a los guitarristas actuar en bandas de rock que tocaban en grandes recintos, como estadios y festivales de música al aire libre (por ejemplo, el Festival de Woodstock). Junto con el desarrollo de los amplificadores de guitarra, en las décadas de 1960 y 1970 se introdujo una amplia gama de unidades de efectos electrónicos, muchos de ellos en pequeños pedales stompbox, como los pedales de fuzz, los flanger y los fasers, que permitieron a los intérpretes crear nuevos sonidos únicos durante la era del rock psicodélico. Los avances en las tecnologías y los estilos de interpretación de la guitarra y el bajo eléctricos permitieron grandes avances en la música pop y el rock en las décadas de 1960 y 1970. El sonido distintivo de la guitarra eléctrica amplificada fue la pieza central de nuevos géneros musicales como el blues rock y la fusión de jazz-rock. La potencia sonora de la guitarra eléctrica amplificada y con alta distorsionada fue el elemento clave de la primera música heavy metal, utilizándose la guitarra distorsionada en funciones de guitarra principal y con acordes de potencia como guitarra rítmica.
El uso continuado de unidades de amplificación y efectos electrónicos en instrumentos de cuerda, desde instrumentos tradicionales como el violín hasta la nueva guitarra eléctrica, añadió variedad a las interpretaciones de música clásica contemporánea, y permitió la experimentación en la gama dinámica y tímbrica (color del tono) de orquestas, bandas y actuaciones en solitario.

## Cambio de tono de una cuerda vibrante
Hay tres maneras de cambiar el tono de una cuerda vibrante. Los instrumentos de cuerda se afinan variando la tensión de la cuerda porque ajustar la longitud o la masa por unidad de longitud es poco práctico. Los instrumentos con diapasón se tocan ajustando la longitud de la parte vibratoria de las cuerdas. Todas las observaciones siguientes se aplican a una cuerda que es infinitamente flexible (una suposición teórica, porque en las aplicaciones prácticas, las cuerdas no son infinitamente flexibles) encordada entre dos soportes fijos. Las cuerdas reales tienen una curvatura finita en el puente y la cejuela, y el puente, debido a su movimiento, no es exactamente nodos de vibración. De ahí que las siguientes afirmaciones sobre la proporcionalidad sean aproximaciones.

### Longitud

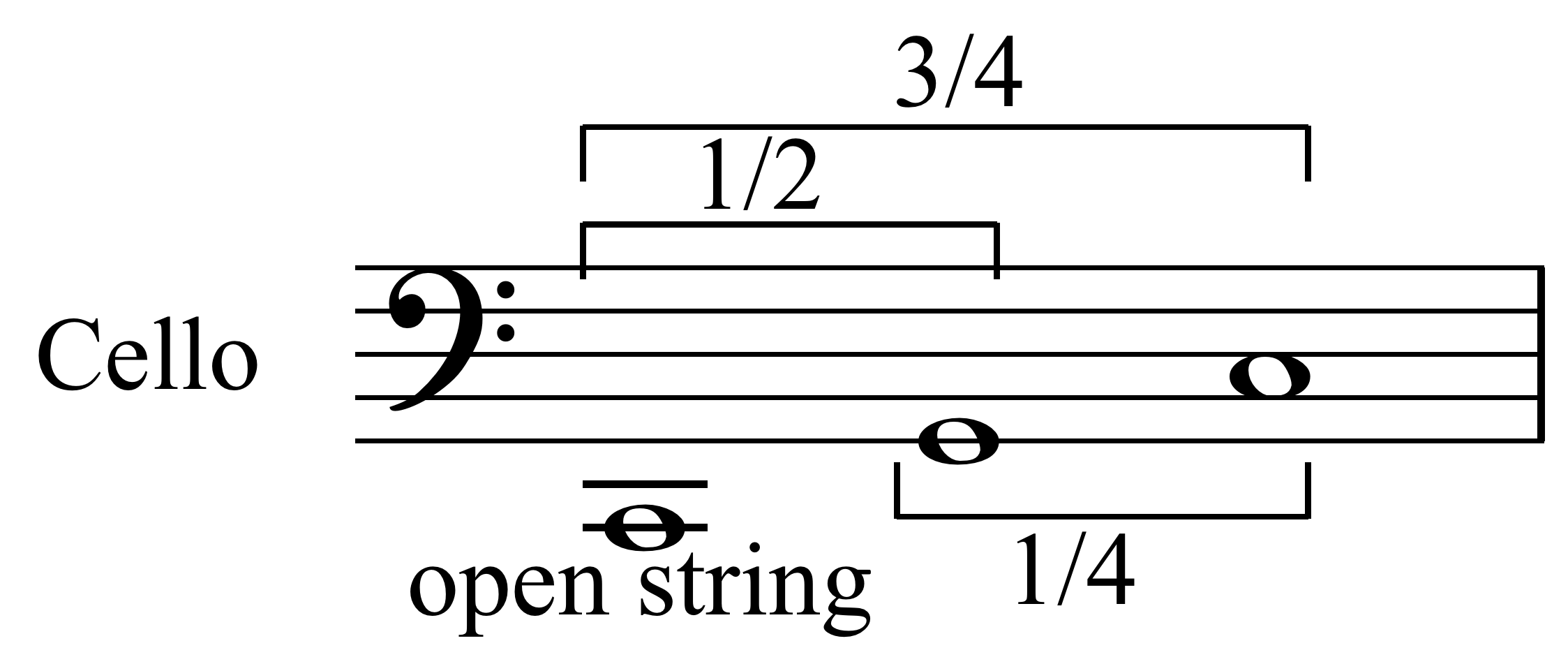
La digitación de las cuerdas de un chelo es proporcional y no fija, como en el piano.

La afinación puede ajustarse variando la longitud de la cuerda. Una cuerda más larga produce una afinación más baja, mientras que una cuerda más corta produce una afinación más alta. Un arpa de concierto tiene pedales que hacen que un objeto duro haga contacto con una cuerda para acortar su longitud de vibración durante una actuación. La frecuencia es inversamente proporcional a la longitud:
{\displaystyle f\propto {\frac {1}{l}}}
Una cuerda el doble de larga produce un tono de la mitad de la frecuencia (una octava más baja).

### Tensión
El tono de una cuerda se puede modificar variando la tensión de la cuerda. Una cuerda con menos tensión (más floja) produce un tono más bajo, mientras que una cuerda con mayor tensión (más apretada) produce un tono más alto. Al pisar un pedal en una guitarra de acero con pedal se eleva el tono de ciertas cuerdas al aumentar la tensión en ellas (estiramiento) a través de un enlace mecánico; al soltar el pedal, el tono vuelve a ser el original. Las palancas de rodilla del instrumento pueden bajar el tono liberando (y restaurando) la tensión de la misma manera. Un bajo de cofre de té casero hecho con una cuerda, un palo de escoba y una bañera puede producir diferentes tonos aumentando la tensión de la cuerda (produciendo un tono más alto) o reduciendo la tensión (produciendo un tono más bajo). La frecuencia es proporcional a la raíz cuadrada de la tensión:
{\displaystyle f\propto {\sqrt {T}}}

### Densidad lineal
El tono de una cuerda también se puede variar cambiando la densidad lineal (masa por unidad de longitud) de la cuerda. En aplicaciones prácticas, como en el caso de las cuerdas de contrabajo o de las cuerdas de piano, se añade peso extra a las cuerdas enrollándolas con metal. Una cuerda con un entorchado metálico más pesado produce un tono más bajo que una cuerda de igual longitud sin entorchado metálico. Esto puede verse en un juego de cuerdas de tripa para contrabajo de la época de 2016. La cuerda de Sol más aguda suele estar hecha de material sintético, o a veces de tripa de animal, sin envoltorio metálico. Para que la cuerda de mi grave produzca un tono mucho más bajo con una cuerda de la misma longitud, se envuelve con muchas vueltas de alambre metálico fino. Esto aumenta su masa sin hacerla demasiado rígida. La frecuencia es inversamente proporcional a la raíz cuadrada de la densidad lineal:
{\displaystyle f\propto {1 \over {\sqrt {\mu }}}}
Dadas dos cuerdas de igual longitud y tensión, la cuerda con mayor masa por unidad de longitud produce el tono más bajo.